# نه دختر
نه دختر (انگلیسی: Nine Girls) یک فیلم معمایی به کارگردانی لی جیسون محصول سال ۱۹۴۴ کشور ایالات متحده آمریکا است.

## بازیگران
- آن هاردینگ در نقش Gracie Thornton
- اولین کیز در نقش Mary O'Ryan
- Jinx Falkenburg در نقش Jane Peters
- آنیتا لوئیس در نقش Paula Canfield
- لسلی بروکس در نقش Roberta Halloway
- Lynn Merrick در نقش Eve Sharon
- جف دانل در نقش "Butch" Hendricks
- نینا فوخ در نقش Alice Blake
- شرلی میلز در نقش "Tennessee" Collingwood
- مارسیا می جونز در نقش Shirley Berke
- ویلارد رابرتسن در نقش Capt. Brooks
- ویلیام دمارست در نقش Walter Cummings
- لستر متیوز در نقش Horace Canfield
- گریدی ساتن در نقش photographer